# TJ Spartak Hodonín
Tělovýchovná jednota Spartak Hodonín byl český fotbalový klub z Hodonína, který byl založen roku 1951. Oddíl byl nasazen přímo do 2. nejvyšší soutěže, třetí nejvyšší soutěže se účastnil naposled v sezoně 1956. Zanikl v roce 1958 sloučením s TJ Baník Hodonín do TJ Slovan Hodonín.

## Historické názvy
Zdroje:
- 1951 – ZSJ JMA Hodonín (Závodní sokolská jednota Jihomoravská armaturka Hodonín)
- 1953 – DSO Spartak Hodonín (Dobrovolná sportovní organisace Spartak Hodonín)
- 1957 – TJ Spartak Hodonín (Tělovýchovná jednota Spartak Hodonín)
- 1958 – zanikl sloučením s TJ Baník Hodonín do TJ Slovan Hodonín

## Umístění v jednotlivých sezonách
Legenda: Z – zápasy, V – výhry, R – remízy, P – porážky, VG – vstřelené góly, OG – obdržené góly, +/− – rozdíl skóre, B – body, červené podbarvení – sestup, zelené podbarvení – postup, fialové podbarvení – reorganizace, změna skupiny či soutěže
| Československo (1951–1958) |                                  |        |    |    |   |    |    |    |     |    |        |
| Sezóna                     | Liga                             | Úroveň | Z  | V  | R | P  | VG | OG | +/− | B  | Pozice |
| 1951                       | Krajská soutěž – Gottwaldov      | 2      | 17 | 8  | 1 | 8  | 62 | 56 | +6  | 17 | 5.     |
| 1952                       | Krajský přebor – Gottwaldov      | 2      | 21 | 7  | 7 | 7  | 42 | 55 | −13 | 21 | 7.     |
| 1953                       | Krajský přebor – Gottwaldov      | 3      | 11 | 7  | 1 | 3  | 39 | 29 | +10 | 15 | 3.     |
| 1954                       | Krajský přebor – Gottwaldov      | 3      | 22 | 12 | 5 | 5  | 62 | 38 | +24 | 29 | 3.     |
| 1955                       | Oblastní soutěž – sk. D          | 3      | 22 | 8  | 6 | 8  | 32 | 46 | −14 | 22 | 7.     |
| 1956                       | Oblastní soutěž – sk. D          | 3      | 22 | 10 | 1 | 11 | 33 | 41 | −8  | 21 | 8.     |
| 1957/58                    | I. A třída Gottwaldovského kraje | 4      | 33 | 18 | 7 | 8  | 65 | 47 | +18 | 43 | 2.     |

Poznámky:
- 1951: Chybí výsledek 1 utkání.[1]
- 1952: Chybí výsledek 1 utkání.[1]
- 1953: Tento ročník byl hrán jednokolově.[1]
- 1957/58: Při probíhající fúzi klubů na jaře 1958 nastupovalo mužstvo v soutěži pod názvem TJ Slovan Hodonín „A“.[2] Postoupilo rovněž vítězné mužstvo TJ Spartak Hradišťan Uherské Hradiště.[2]